# Vincennes (Indiana)
Pour les articles homonymes, voir Vincennes (homonymie).
Vincennes est une ville de l'Indiana aux États-Unis et le siège du comté de Knox, dont la population était de 18 423 habitants lors du recensement de 2010.

## Histoire
Vincennes est la plus ancienne ville de l'Indiana, établie en 1732. Elle était à l'époque de la Nouvelle-France un poste de traite français, Fort Vincennes, ainsi nommé en l'honneur de François-Marie Bissot de Vincennes. Ce fort fut construit sur les rives de la rivière Wabash et au bord de la piste des bisons.
Rebaptisée Fort Sackville par les Britanniques, elle se révolta en 1778, fut vaincue par les troupes britanniques de Détroit, puis reprise par George Rogers Clark le 23 février 1779, durant la campagne de l'Illinois. Les Canadiens du village aidèrent les Américains à reprendre Vincennes aux Britanniques.
Vincennes fit successivement partie du Canada, transféré à la Louisiane française, ensuite à la Province de Québec, au comté d'Illinois du Commonwealth de Virginie, au comté de Knox du Territoire du Nord-Ouest, au Territoire de l'Indiana et enfin au même comté de Knox de l'État de l'Indiana.

### Nouvelle-France

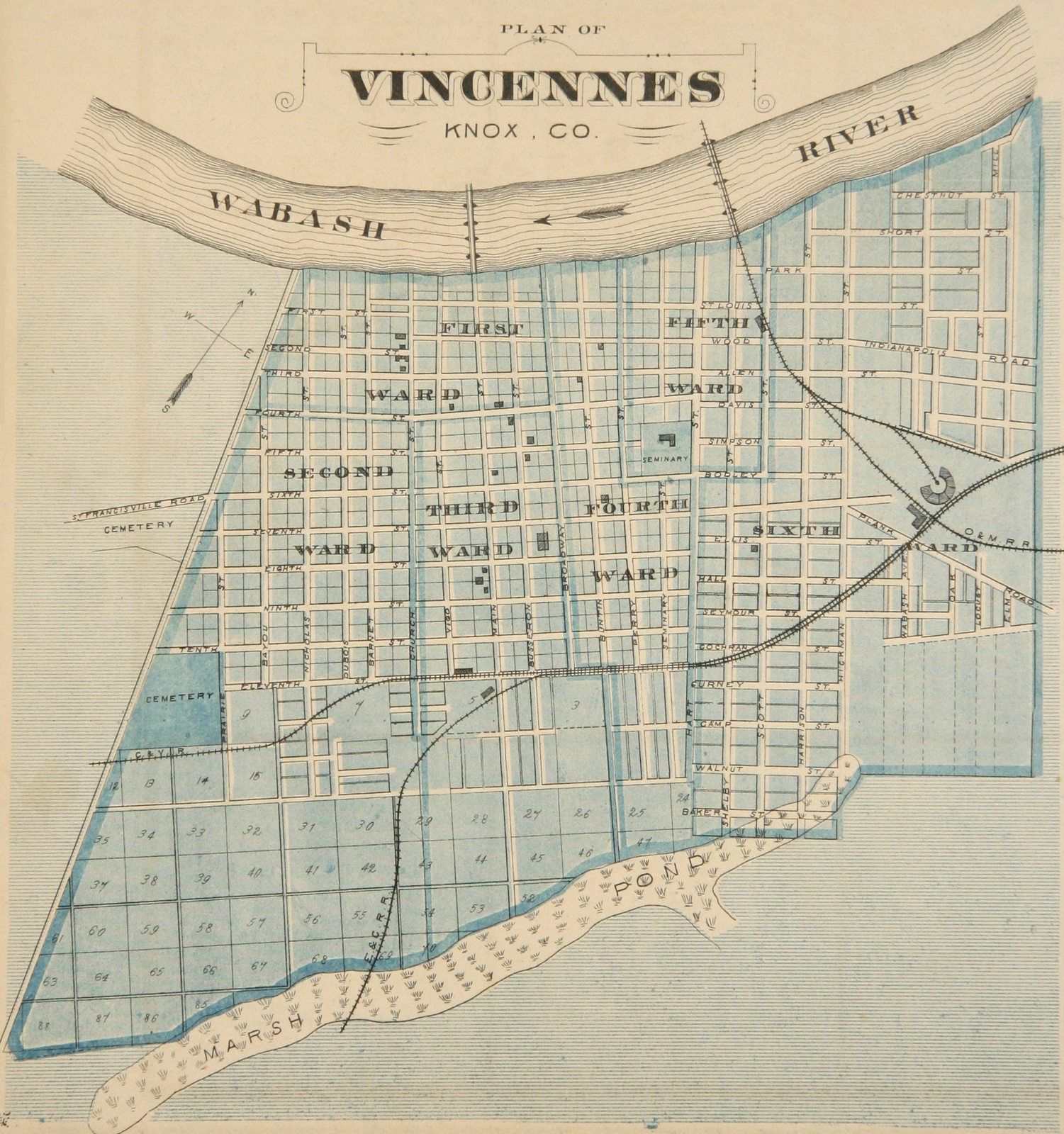
Carte de Vincennes d'un atlas de 1876

Le premier poste de traite fut établi par Charles Juchereau de Saint-Denis, lieutenant général de Montréal, sur la rivière Wabash. Avec l'aide de trente-quatre Canadiens français, il fonda la compagnie et le poste de traite le 28 octobre 1702 pour acquérir des peaux de bisons auprès des Amérindiens. Le poste de traite fut un succès pour les premières deux années, et les traiteurs récoltèrent 13 000 peaux de bisons. Lorsque Juchereau mourut, le poste de traite fut abandonné. Les Canadiens quittèrent le territoire, qu'ils considéraient hostile, pour Mobile, capitale à l'époque de la Louisiane.
Vincennes fut établie en 1732 comme deuxième poste de traite dans la région. La Compagnie des Indes nomma un officier canadien, François-Marie Bissot de Vincennes, pour la construction du poste le long de la rivière Wabash pour décourager les nations amérindiennes de faire la traite avec les Anglais. De Vincennes fonda son nouveau poste au confluent des rivières Wabash et Blanche, et sur la route de bisons qui était déjà établie. De Vincennes, qui avait vécu avec son père et avec les Miamis, fut capable de convaincre les Piankashaw d'établir un village à côté du poste de traite. Il encouragea des habitants canadiens à déménager dans la région, et il commença sa propre famille pour augmenter la population du village. Parce que le poste de Wabash était si éloigné de la Louisiane, Vincennes avait beaucoup de difficultés à recevoir des approvisionnements pour les nations amérindiennes, qui étaient aussi courtisées par les Britanniques.
En 1736, pendant la guerre avec la nation des Chickasaw, De Vincennes fut capturé et brûlé vif dans un village amérindien proche du village de Fulton. Son établissement sur le Wabash fut renommé Poste Vincennes en son honneur.
Le gouverneur de la Louisiane Jean-Baptiste Le Moyne de Bienville nomma par la suite Louis Groston de Bellerive de Saint Ange pour commander le poste Vincennes après que Vincennes passa sous l'autorité de la Louisiane. Avec un peu d'aide du gouverneur colonial, Saint Ange a pu construire un petit village et attirer des nouvelles tribus amérindiennes pour faire la traite. En 1742, il reçut des Piankeshaw 1 500 000 acres (6 070,28463 km2) au Nord et à l'Est du poste Vincennes. L'opportunité pour des terres attira beaucoup de Canadiens, et le village en effervescence fut parfois appelé Saint-Ange.
Alors que les colons canadiens et de la Louisiane arrivèrent dans la région, les colons britanniques arrivèrent de l'est. Par la suite, des traiteurs britanniques attirèrent beaucoup d'Amérindiens qui avaient déjà traité avec les Canadiens. Cette compétition augmenta dans la vallée de l'Ohio jusqu'à l'éruption de la guerre de Sept Ans.

### Province de Québec

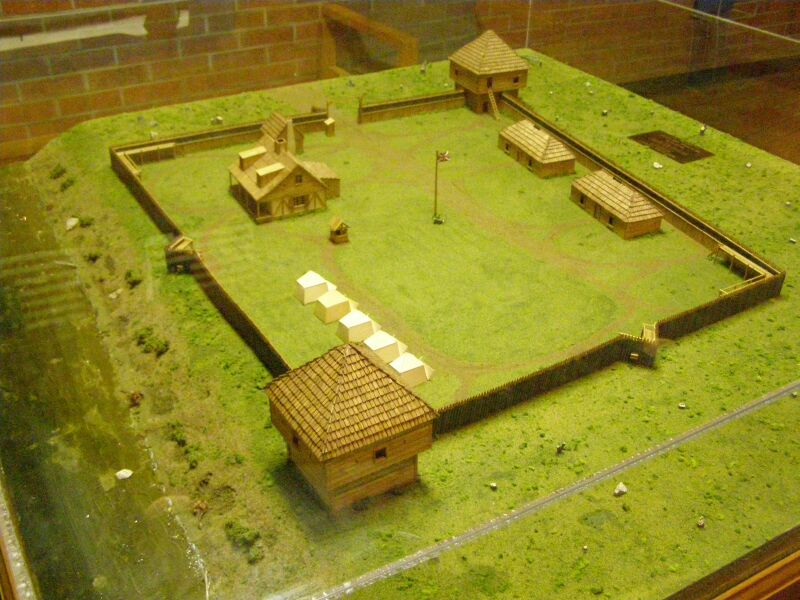
Diorama du Fort Sackville

Le 10 février 1763, lorsque la Nouvelle-France a été cédée à l'Empire britannique à l'issue de la guerre de Sept Ans, Vincennes est tombé sous la domination de la Grande-Bretagne. Le lieutenant britannique John Ramsey est venu à Vincennes en 1766. Il procéda à un recensement de la colonie, et fit construire un fort nommé Fort Sackville. La population a augmenté rapidement dans les années qui suivirent, résultant en une culture unique d'Amérindiens et de colons canadiens et britanniques, en plus des commerçants.
Vincennes était loin des centres du pouvoir colonial. Entre 1770 et 1772, le général Thomas Gage, le commandant en chef des forces britanniques en Amérique du Nord, a reçu des avertissements que les résidents de Vincennes n'étaient pas toujours fidèles et incitaient les tribus indigènes contre les Britanniques le long des routes de commerce riverains. Le secrétaire britannique aux colonies, Wills Hill, a ordonné que les résidents de Vincennes soient déplacés.
Gage a retardé la décision tandis que les résidents ont répondu aux accusations portées contre eux, prétendant être de « paisibles colons, qui cultivaient la terre de Sa Majesté la plus Christienne nous a accordé. » Le problème a été résolu par le successeur de Hillsborough, William Legge, qui a précisé à Gage que les résidents n'étaient pas des vagabonds sans foi ni loi mais des sujets britanniques dont les droits étaient protégés par le roi. En 1778, les résidents à Poste Vincennes reçurent l'information du Traité d'alliance (1778) avec le Second Congrès continental du Père Pierre Gibault et Dr Jean Laffont. Ils se sont révoltés pour supporter les Américains, ainsi que la nation amérindienne locale des Piankashaws, dirigée par le chef Young Tobacco (en).

## Démographie
| Groupe                           | Vincennes | Indiana | États-Unis |
| -------------------------------- | --------- | ------- | ---------- |
| Blancs                           | 91,9      | 84,3    | 72,4       |
| Afro-Américains                  | 4,7       | 9,1     | 12,6       |
| Métis                            | 1,7       | 2,0     | 2,9        |
| Autres                           | 0,7       | 2,7     | 6,4        |
| Asiatiques                       | 0,7       | 1,6     | 4,8        |
| Amérindiens                      | 0,3       | 0,3     | 0,9        |
| Total                            | 100       | 100     | 100        |
|                                  |           |         |            |
| Hispaniques et Latino-Américains | 1,9       | 6,0     | 16,7       |

Selon l'American Community Survey, pour la période 2011-2015, 98,87 % de la population âgée de plus de 5 ans déclare parler anglais à la maison, alors que 0,58 % déclare parler l'espagnol et 0,55 % une autre langue.

## Religion
La basilique Saint-François-Xavier de Vincennes est la proto-cathédrale de Vincennes.
Vincennes était le siège d'un évêché catholique créé le 6 mai 1834, transféré à Indianapolis le 28 mars 1898.

## Personnalités liées à la ville
Vincennes fut fondé par François-Marie Bissot de Vincennes en 1732. Il était officier de l'armée française en Nouvelle-France.

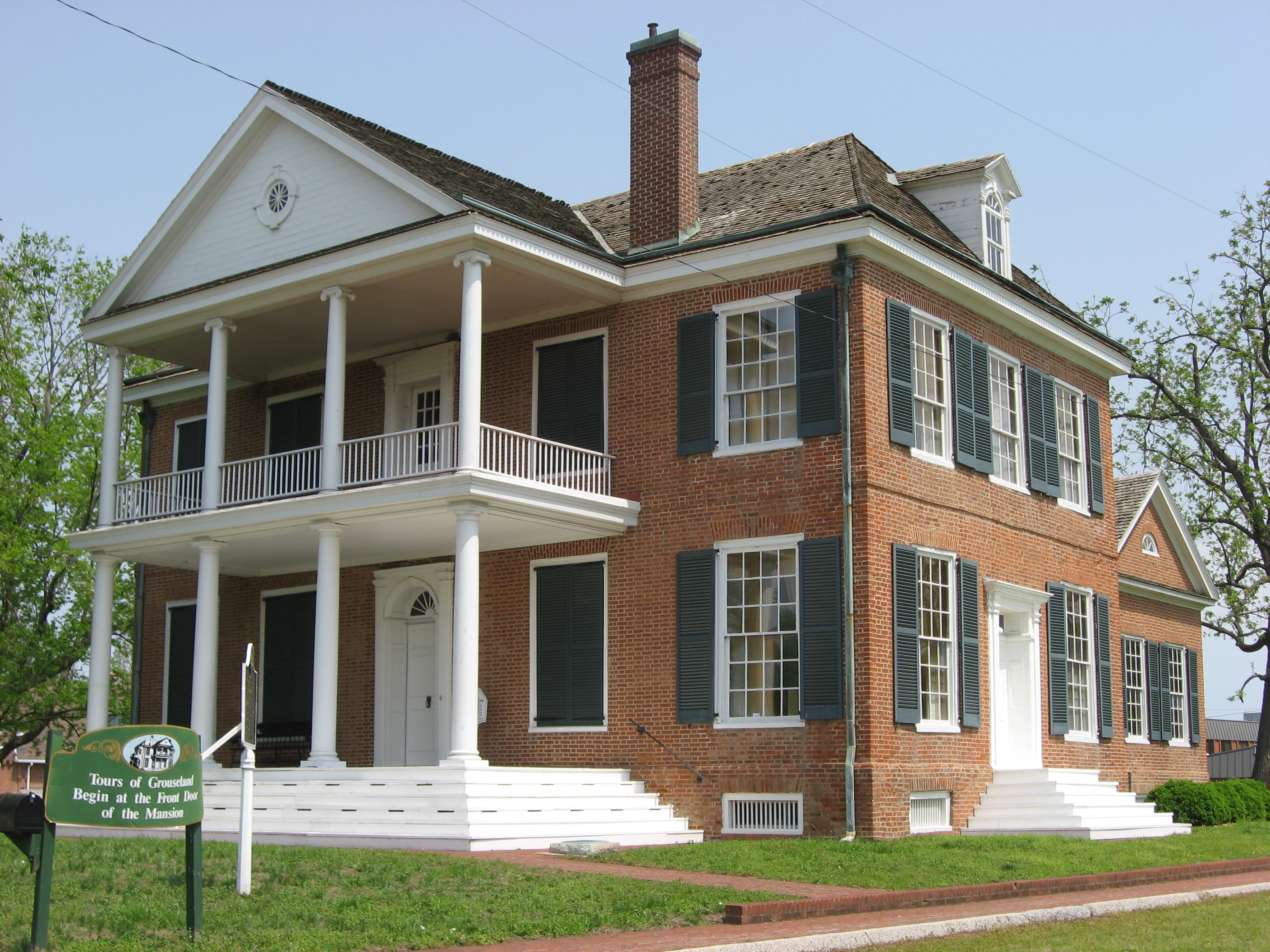
Grouseland

Vincennes était aussi le lieu de résidence du 9e président des États-Unis, William Henry Harrison, qui y vivait, dans sa résidence de Grouseland. C'est également le lieu de naissance de Sarah Knox Taylor, fille du 12e président des États-Unis Zachary Taylor et épouse de Jefferson Davis.
- Simon Bruté de Rémur, premier évêque de Vincennes de 1834 à 1839.
- Paul Jausions, neveu de l'évêque de Rémur, restaurateur du chant grégorien auprès de l'abbaye Saint-Pierre de Solesmes, décédé à Vincennes en 1870
- Monseigneur Célestin René Laurent Guynemer de la Hailandière (en) évêque de Vincennes de 1839 à 1847
- Monseigneur Jacques-Maurice de Landes d'Aussac de Saint-Palais, évêque de Vincennes de 1848 à 1877.
- Clint Barmes (b. 1979), joueur de baseball pour les Pirates de Pittsburgh.
- Alvy Moore (1921–1997), acteur.
- Red Skelton (1913–1997), comédien.
- Dan Beery (1975-), champion olympique en aviron, avec le huit américain, en 2004.

## Jumelages
- Vincennes (France)[13]
- Wasserburg am Inn (Allemagne)